# Advanced Audio Coding
AAC är en akronym för Advanced Audio Coding. AAC är en digital ljudkodning utvecklad för att ersätta  Codec-formatet MP3. Liksom MP3 är AAC ett sätt att med dataförlust komprimera ljudfiler, men mer effektivt så det ger högre ljudkvalitet vid samma bithastighet. AAC har standardiserats av ISO och IEC, som delar i MPEG-2 (Part 7, ISO/IEC 13818-7:1997) och MPEG-4 specifikationerna. 
Delar av AAC kända som High-Efficiency Advanced Audio Coding (HE-AAC) som är delar av MPEG-4 Audio används även av digital radio standarder som DAB+ och Digital Radio Mondiale, såväl som mobila television standarder som DVB-H, och ATSC-M/H.
AAC är också standardaudioformat för enheter som Sony Playstation 3, Ipod, Ipad, Nintendo DSi, Nintendo Wii och stöds också i Sony Playstation Portable och Sony Walkman MP3-spelare. Dessutom stöds det av de flesta moderna telefoner som Sony/Sony Ericsson, Nokia, HTC, LG, Samsung och Iphone. På nya Androidtelefoner måste både kodning och avkodning av AAC stödjas.